# Air Force Two
Air Force Two es el indicativo de llamada de tráfico aéreo usado por la Fuerza Aérea de los Estados Unidos para cualquier aeronave que transporte al vicepresidente de los Estados Unidos. El distintivo es asociado a la aeronave Boeing C-32 (un avión Boeing 757 modificado para dichos fines). El Air Force One es un Boeing VC-25A y es usado comúnmente por el presidente, aunque en trayectos largos es usado por el vicepresidente y es cambiado su nombre a "Air Force Two". Igualmente el C-32 en algunas ocasiones (como una pista de aterrizaje pequeña) es usado por el presidente, y cambiada su denominación a Air Force One. 
El avión normalmente utilizado como Air Force Two sirvió como Air Force One durante uno de los primeros viajes del presidente George W. Bush en su mandato. La diferencia entre el C-32A y el Boeing 757-200 radica en que el C-32A posee diferentes mobiliarios y aviónica. El escuadrón 89th Airlift Wing posee cuatro C-32A's, los cuatro están marcados y a menudo funcionan como Air Force Two. En adición a la responsabilidad de transportar al Vicepresidente, estos aviones también se encargan del transporte de la primera dama (donde toman el indicativo de "Executive One Foxtrot"). En otras ocasiones estos aviones transportan a miembros del congreso o invitados del presidente.